# Neoleptoneta
Neoleptoneta là một chi nhện trong họ Leptonetidae.